# ФК „Ауда“
„Ауда“ (на украински: Futbola klubs „Auda“) е футболен отбор от град Кекава, Латвия.
Тимът играе мачовете си на стадион Сконто в Рига с капацитет 10 000 места. Играе във Висшата лига на Латвия. Дебюта си във Висшата лига прави през 2002 година.

## История
През 1969 год. от риболовният колхоз „9 Май“ от Рижския район основава едноименен клуб.

## Предишни имена
| Години      | Име                                        |
| ----------- | ------------------------------------------ |
| 1969 – 1991 | „9 май“ Рижски район 9. maijs Rigas rajons |
| 1991 – 1992 | „Ауда“                                     |
| 1992 – 1993 | „РФК“                                      |
| 1994 - 2006 | „РФК Ауда“                                 |
| 2006 -      | „Ауда“                                     |

## Успехи
СССР Латвийска ССР
- Шампионат на Латвийска ССР
  - 13-о място (1): 1986
- Купа на Латвийска ССР
  - 1/4 финалист (1): 1987

 Латвия
- Вирслига:
  -  Бронзов медал (1): 2024
- Купа на Латвия
  -  Финалист (1): 2024
- Първа лига (2 ниво)
  -  Шампион (2): 2001, 2021
  -  2-ро място (1):2020
- Втора лига (2 ниво)
  -  Шампион (1): 1997

## Български футболисти
- Георги Минчев: 2023 - (23 мача - 3 гола)